# وزارة حسين سري باشا الرابعة
وزارة حسين سري باشا الرابعة هي الوزارة الرابعة والستون في مصر، صدر المرسوم الملكي بتشكيلها في 3 نوفمبر 1949.:498:501

## أعضاء الحكومة
| الوزارة                                    | الوزير                     |
| ------------------------------------------ | -------------------------- |
| رئيس مجلس الوزراء ووزير الداخلية والخارجية | حسين سري باشا:335          |
| وزير المالية                               | عبد الشافي عبد المتعال بك  |
| وزير العدل                                 | سيد مصطفى باشا             |
| وزير الأشغال العمومية                      | مصطفى فهمي باشا            |
| وزير الحربية والبحرية                      | محمد حيدر باشا             |
| وزير الصحة العمومية                        | إبراهيم شوقي بك            |
| وزير المعارف العمومية                      | محمد حسن العشماوي باشا     |
| وزير الشئون الاجتماعية                     | محمد عبد الخالق حسونة باشا |
| وزير الأوقاف                               | محمد المفتي الجزايرلي بك   |
| وزير الزراعة                               | حسين عنان باشا             |
| وزير المواصلات                             | محمد علي نمازي باشا        |
| وزير التموين                               | محمد علي راتب بك           |
| وزير التجارة والصناعة                      | صليب سامي باشا             |
| وزير دولة                                  | محمد هاشم                  |